# 克里斯托弗·弗格森
克里斯托弗·弗格森（Christopher J. Ferguson，1961年9月1日-），美国宇航员，美国海军上尉。他曾担任阿特兰蒂斯号航天飞机STS-115航天任务的飞行员，于2006年9月9日升空，9月21日返回地面。2008年，担任奋进号航天飞机STS-126航天任务的指令长。2011年，担任亚特兰蒂斯号航天飞机STS-135航天任务的指令长。

## 生平
克里斯托弗·弗格森生于美国费城，1984年毕业于德雷塞尔大学，获得机械工程学士学位。1991年，他在海军研究生学院拿到航空学硕士学位。